# Meriola virgata
Meriola virgata is een spinnensoort uit de familie van de Trachelidae.
De wetenschappelijke naam van de soort werd in 1904 als Trachelas virgatus gepubliceerd door Eugène Simon.